# Fabia Eudocia
Fabia Eudocia (Esarcato d'Africa, 580 – Costantinopoli, 13 agosto 612) è stata un'imperatrice bizantina, moglie di Eraclio dal 610 fino alla sua morte. Secondo Teofane Confessore era una delle figlie di Roga, un proprietario terriero dell'Esarcato d'Africa.

## Biografia
Il suo nome di nascita era Fabia e fu promessa sposa di Eraclio quando ancora il futuro imperatore risiedeva nell'Esarcato d'Africa durante il governo del suocero Eraclio il Vecchio.
Nel 608 Eraclio iniziò una rivolta per deporre l'imperatore Foca e, senza dettagli a noi pervenuti, sia Fabia che la suocera Epifania furono catturate da Foca nel 610. Trascorsero la prigionia nel monastero "Nea Metanoia" (Nuovo pentimento) e furono utilizzate come ostaggi per impedire ad Eraclio di assediare Costantinopoli. Le due donne furono infine liberate dai membri della fazione verde delle corse dei carri. Giunte da Eraclio sulla piccola isola di Kalonymos nel Mar di Marmara, egli poté sferrare il suo assedio alla città senza ripercussioni. Il 5 ottobre 610, Eraclio fu proclamato imperatore e lo stesso giorno sposò Fabia, che cambiò il nome in Eudocia e ricevette il titolo di Augusta.

### Morte
Eudocia morì il 13 agosto 612, la morte avvenne per epilessia. Stando alle cronache del patriarca Niceforo I durante il funerale Eraclio poté osservare di quale fama godesse la moglie. Una domestica sputò da una finestra proprio mentre il corteo funebre passava sulla strada. Lo sputò atterrò sulla bara dell'imperatrice, ancora aperta, e la saliva raggiunse le vesti del cadavere. La folla si offese e la domestica fu rapita dalla folla e bruciata sul rogo.
Eudocia fu sepolta nella Chiesa dei Santi Apostoli ed Eraclio sposò la nipote Martina.

## Figli
Eudocia ed Eraclio ebbero due figli:
- Eudocia Epifania. Nata il 7 luglio 611 e proclamata Augusta il 4 ottobre 612.
- Eraclio Costantino, conosciuto con il nome da imperatore Costantino III. Nato il 3 maggio 612 fu incoronato co-imperatore il 22 gennaio 613.